# 內洞國家森林遊樂區
內洞國家森林遊樂區位於台灣新北市烏來區信賢里內，面積約有1,191.34公頃，標高約在230－800公尺。相傳是該谷多有青蛙叫聲，故舊稱娃娃谷，乃「哇哇」音變而來。特點為林相豐富且多變化，步道內頗多生態變化。區內最著名之內洞瀑布，因河床坡降連續變形而成，並以每階梯三層瀑布拾級而下。因為蘇迪勒颱風而嚴重毀損，於2018年9月15日重新開放。

## 瀑布
- 內洞瀑布又名「信賢瀑布」、「娃娃谷瀑布」，當地人或稱「信賢隱瀑」[4]，位於南勢溪支流內洞溪與之交會處，受地形變化而呈現三層式的瀑布，上層瀑布落差13公尺，中層瀑布落差19公尺，下層瀑布落差3公尺[5]，飛瀑澎湃氣勢沛然。於觀瀑木橋上觀中層瀑布，或到觀瀑亭賞上層瀑布，皆清涼暢快[1][6]。

- 烏紗溪瀑布位於南勢溪支流烏紗溪與之交會處，落差約20公尺，隔岸觀瀑步道上設有涼亭可供休息賞景[1]。

## 步道
- 觀瀑步道：全長約1,170公尺，入園的上坡略有點坡度，過水壩已鋪設有1公尺寬柏油平整硬路面，沿途為平緩道路，路上設有石椅可供歇腳休憩。沿途可欣賞南勢溪對岸娟秀的「烏紗溪瀑布」，過了「臺電羅好水壩」（水力發電）後，觀賞豁然開朗的溪谷風光，眺望南勢溪谷，盡享山光水色。接近瀑布時，步道舖面有一段以高架木棧架設的無障礙步道，木棧步道中間還設有幾處輪椅交會點；步道途中也設有簡易移動式的無障礙廁所可供使用。接近瀑布群時，輪椅族可利用木棧無障礙坡道登上「樂水橋」，往橋下可觀看第三層瀑布奔流水花四濺，往上則可欣賞中層瀑布的澎湃，以及上層瀑布從高處飛濺而下的水花，痛快享受負離子帶來的舒暢快感[1][2]。
- 森林浴步道：全長約1,720公尺，漫步在翠綠蓊鬱的林木間，蘊藏許多植物花草及無數的昆蟲，入園可見一大片臺灣水鴨腳，有如綿延的綠色圍籬。在陡峭的山壁上，有許多林相原始的常綠闊葉林；溪谷裡更常見翡翠樹蛙、臺北樹蛙，還有臺灣紫嘯鶇、灰喉山椒鳥等嬌貴身影，生態豐富[1][2]。
- 賞景步道：全長約1,450公尺，連接觀瀑步道及森林浴步道，途中設有觀景平台可眺望羅好水壩及信賢部落，風景宜人[1]。

## 外部連結
- 內洞森林遊樂區 - 新北市觀光旅遊網 （页面存档备份，存于）
- 內洞國家森林遊樂區 - 國家森林遊樂區 _ 交通部中央氣象局 （页面存档备份，存于）
- 旅遊資訊 - 國家森林遊樂區 - 內洞國家森林遊樂區 （页面存档备份，存于）
- 內洞國家森林遊樂區 - 台灣山林悠遊網 （页面存档备份，存于）
- 內洞國家森林遊樂區 - 交通部觀光局 （页面存档备份，存于）